# Куралай
Курала́й (каз. Құралай) — село у складі району Магжана Жумабаєва Північноказахстанської області Казахстану. Входить до складу Леб'яжинського сільського округу.
Населення — 228 осіб (2021; 308 у 2009, 487 у 1999, 592 у 1989).
Національний склад станом на 1989 рік:
- казахи — 100 %.

Колишня назва — Бесагаш.